# Сиписо-Писо
Сиписо-Писо (индон. Sipisopiso, Sipiso-Piso) — водопад на острове Суматра в Индонезии. Находится в 45 км западнее населённого пункта Берастаги у северной оконечности кальдерного озера Тоба. Высота — 120 м. Название в переводе с каро-батакского языка означает «подобный ножу».

## Описание

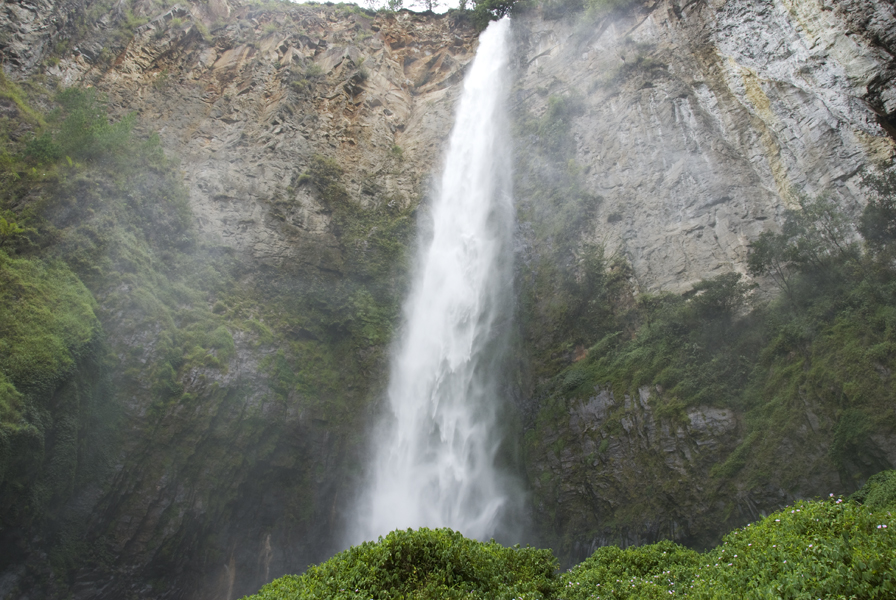
Вид на водопад Сиписо-Писо с нижней смотровой площадки

Сиписо-писо уникален тем, что его источником является подземная река, протекающая под поверхностью плато, которое обрывается вертикальным ущельем недалеко от северной оконечности кальдерного озера Тоба, возникшего в результате одного из самых крупных извержений вулкана на планете за последние несколько сот тысяч лет.
По батакским легендам ущелье водопада образовалось после битвы дракона подземной реки с сверхъестественными существами, населяющими озеро Тоба.

## Туризм
В районе водопада существует три смотровых площадки. Первая находится на противоположной от водопада стороне ущелья. Вторая установлена приблизительно на середине лестницы, ведущей к подножью водопада. Третья смотровая площадка расположена внизу ущелья, в непосредственной близости от водопада. С верхней площадки можно одновременно наблюдать водопад, панораму озера Тоба и вулкан Сибаяк (индон. Gunung Sibayak). Проход к нему платный.

## Транспорт
- Рейсовый микроавтобус из Берастаги в Кабанджае (индон. Kabanjahe). Далее другое автобус до населённого пункта Мерек (индон. Merek). Водопад находится приблизительно в 3-х км от основной дороги и пяти минутах езды на мототакси.
- Аренда автомобиля с водителем в туристической компании PT Pesiar Tour & Travel в Берастаги или аналогичных компаниях в Парапате (индон. Parapat).